# Суражская волость
Сура́жская волость — административно-территориальная единица в составе Клинцовского уезда, существовавшая в 1920-х годах.
Центр — город Сураж.

## История
Волость была образована путём слияния Душатинской, Ляличской и частично Кулагской и Новодроковской волостей.
В 1929 году, с введением районного деления, волость была упразднена, а на её территориальной основе был сформирован Суражский район Западной области (ныне в составе Брянской области).

## Административное деление
По состоянию на 1 января 1928 года, Суражская волость включала в себя следующие сельсоветы: Андреевский, Беловодский, Белянский, Большеловчанский, Василевский, Влазовичский, Глуховский, Грабовский, Гудовский, Далисичский, Дубровский, Душатинский, Жемердеевский, Иржачский, Калинковский, Каменский, Кашёвский, Княжевский, Косичский, Красноруднянский, Краснослободский, Кулажский, Лубенский, Ляличский, Миновский, Михайловский, Новодроковский, Овчинский, Октябрьский (до 1927 – Графовский), Поповский, Сенчанский, Стародроковский, Старокисловский.